# Abacetus abor
Abacetus abor is een keversoort uit de familie van de loopkevers (Carabidae). De wetenschappelijke naam van de soort werd in 1942 gepubliceerd door Herbert Edward Andrewes.